# Luis Martín-Santos Ribera
Luis Martín-Santos Ribera (Larache, 11 novembre 1924 – Vitoria, 21 gennaio 1964) è stato uno psichiatra e scrittore spagnolo, famoso per il romanzo Tempo di silenzio (1962) che segna l'avvio del rinnovamento della narrativa spagnola dell'epoca.

## Biografia
Luis Martín Ribera (nome cambiato in Luis Martín-Santos Ribera per volontà del padre, medico militare) nasce l'11 novembre 1924 a Larache, in Marocco, allora protettorato spagnolo.
All'età di 5 anni si trasferisce con la famiglia a San Sebastián, dove rimane fino al conseguimento del diploma liceale. Intraprende gli studi di medicina a Salamanca, laureandosi nel 1946, all'età di 21 anni, per poi proseguire con un dottorato a Madrid. In questo periodo alterna lo studio al lavoro: svolge l'attività di chirurgo presso il CSIC (Consejo Superior de Investigaciones Científicas) e riesce nel contempo a specializzarsi in psichiatria. Nella capitale stringe amicizia con intellettuali e scrittori, come Rafael Sánchez Ferlosio, Alfonso Sastre e Juan Benet. Nel 1950 si reca per studio in Germania e l'anno seguente viene nominato direttore dell'istituto psichiatrico di San Sebastián.
Si sposa nel 1953 con Rocío Laffón, infermiera praticante nell'ospedale in cui stava prestando servizio. Con lei avrà tre figli (Luis, Juan Pablo e Rocío). Tra la fine degli anni cinquanta e l'inizio degli anni sessanta viene arrestato più volte per propaganda a favore del clandestino Partito Socialista Operaio Spagnolo (PSOE), all'interno del quale sarebbe stato poi nominato membro della Commissione Esecutiva. Nel 1963 la moglie muore all'età di 33 anni, a causa di un incidente domestico, dovuto ad una fuga di gas.
A seguito di questa perdita l'autore cade in una forte depressione, e dieci mesi dopo questo lutto, anch'egli è vittima di una morte accidentale: il 21 febbraio del 1964, non ancora quarantenne, muore a Vitoria a causa di un incidente stradale. Sulla sua morte verranno costruite diverse congetture. Si parlò di suicidio e anche di omicidio per mano dei servizi segreti del franchismo, che avrebbero voluto eliminare Luis in quanto attivista dello PSOE (egli stesso avrebbe sostenuto prima di morire che qualcuno voleva ucciderlo). Gli amici dello scrittore avvalorarono però l'idea della disgrazia, sostenendo che l'incidente fu conseguenza della semplice imprudenza di Luis.

## Carriera professionale e letteraria
Martín-Santos fu una figura complessa ed eclettica: non fu solo un letterato, ma anche uno psichiatra, un saggista, un filosofo, un militante politico che si batté - anche in clandestinità - contro la dittatura franchista, un intellettuale basco contrario al centralismo madrileno.
La sua attività come psichiatra iniziò nel 1948 nell'ospedale di San Sebastián, dove si occupò principalmente dello studio dell'alcolismo e della schizofrenia, le due malattie più diffuse al tempo. Iniziò a pubblicare i suoi articoli in rinomate riviste scientifiche già due anni dopo. Durante la sua carriera professionale, tenne numerose conferenze e scrisse una trentina di articoli e relazioni. Tra di essi sono particolarmente rilevanti El delirio alcohólico agudo, La paranoia alcohólica, Ideas delirantes, esquizofrenia y psicosis alcohólica. I suoi libri più noti sono Dilthey, Jaspers y la comprensión del enfermo mental (1955) e, pubblicato postumo, Libertad, temporalidad y transferencia en el psicoanálisis existencial (1964). Quest'ultimo era in origine la sua tesi di dottorato, dedicata alla psicoanalisi esistenziale di Jean Paul Sartre e all'influenza di Wilhelm Dilthey sulla psicopatología di Karl Jaspers. Martin-Santos costruisce la sua esperienza professionale sulla psicopatologia, senza rinunciare a studiare i disturbi mentali a partire da un punto di vista filosofico.
Il pensiero di Sartre e in particolare la psicoanalisi esistenziale, che ritiene la nevrosi una forma di difesa contro l'angoscia causata dall'idea del cambiamento, modellano anche la sua produzione letteraria, oltre che rappresentare lo sfondo motivazionale del suo impegno politico. Nella sua opera principale Il tempo di silenzio, l'autore lascia intravedere come il problema della Spagna (analogo a quello del protagonista Pedro) sia il complesso di inferiorità, l'incapacità di agire e di rinnovarsi, esemplificato anche dal continuo ricorso a metodi autoritari.
Gli esordi letterari di Martin-Santos, dallo stesso misconosciuti, sono rappresentati dalle poesie scritte durante la sua giovinezza, raccolte dal padre nel 1945 in Grana Gris, e una serie di racconti pubblicati dopo la sua morte in un volume intitolato Apólogos (1970). Nel 1962 pubblicò il suo primo e unico romanzo portato a termine, Tiempo de silencio, poiché a causa della sua morte improvvisa lasciò incompiuto il suo secondo romanzo, Tiempo de destrucción (1975), pubblicato solo postumo a cura di José-Carlos Mainer, uno storico e critico letterario spagnolo.
Nelle sue opere emerge la sua visione di libertà contro ogni convenzione, ritenuta indispensabile per favorire lo sviluppo delle capacità individuali e per realizzare un proprio progetto di vita. A differenza della gran parte dei romanzieri dell'epoca anteriore alla Guerra Civile appartenenti alle generazioni del '98, del '14 e del '27, per i quali la preoccupazione estetica e l'espressione di contenuti sempre più soggettivi prevalevano sulla rappresentazione della realtà sociale, Santos fa parte di coloro che invece, nel dopoguerra, descrivevano la realtà circostante. L’inizio degli anni '60, in Spagna, è caratterizzato infatti dalla preferenza per i racconti, le poesie e romanzi di tipo realista, incentrati su una rappresentazione oggettiva della vita quotidiana. Tuttavia, Santos si distingue proponendo una forma di narrazione che contiene implicitamente dei commenti critici e denomina "realismo dialettico" la sua personale teoria della letteratura.
Nello specifico, lo stile di Tempo di silenzio (Tiempo de silencio) si avvicina a quello della “novela neorrealista” ovvero del “romanzo neorealista”, che emerse intorno alla metà degli anni Cinquanta. Altre opere vennero scritte seguendo questo stile, come ad esempio Los bravos di Jesús Fernández Santos, Juegos de manos di Juan Goytisolo, El fulgor y la sangre di Ignacio Aldecoa e Pequeño teatro di Ana María Matute. In minor misura, invece, si avvicinarono a questa estetica autori come Luis Goytisolo, Rafael Sánchez Ferlosio e Juan García Hortelano, considerati fra i principali rappresentanti del romanzo sociale, un tipo di narrazione che inizialmente venne oscurato e messo da parte a causa dell'esuberanza dell'avanguardismo della poesia della generazione del '27, più interessata allo stile che ai problemi sociali.

## Tempo di silenzio
Il romanzo è ambientato nella Madrid di fine anni Quaranta, e il protagonista è Pedro, un giovane e ambizioso ricercatore medico che per svolgere le sue ricerche sul cancro, mira ad entrare in possesso di un particolare ceppo di topi, finiti nelle mani di esponenti della malavita madrilena. Con il suo aiutante Amador si spingerà nelle baraccopoli della capitale, scoprendo un universo inquietante e sordido, ma anche conoscerà i più vari ambienti sociali di Madrid, dal mondo della classe media e delle professioni, a quello dei circoli culturali. Una serie di vicende in cui sarà coinvolto lo lascerà alla fine solo, sconfitto e inerte di fronte alle difficoltà della vita.

### Struttura e stile
L'opera non è divisa in capitoli ma in 63 paragrafi-sequenze separati da un singolo spazio vuoto senza numerazione o titolo. Nonostante presenti tratti di linearità, l'azione narrativa viene interrotta ripetutamente per dare spazio ai pensieri dei personaggi o alle descrizioni del narratore. Le sequenze, eterogenee e apparentemente sconnesse fra loro, hanno lo scopo di sorprendere il lettore e rendere inaspettato lo sviluppo del racconto. Il lettore deve essere dunque attivo e disposto a collaborare alla ricostruzione dei vari significati presenti nel testo.
Dal punto di vista linguistico sono presenti vocaboli biblici, termini filosofici, scientifici e tecnici, un gran numero di neologismi, metafore, sineddoche e metonimie. La varietà degli stili utilizzati (diretto/indiretto, dialogo/soliloquio), le inconsuete associazioni stabilite fra sostantivi e aggettivi (es. "manos péndulas"), i diversi registri e stili di linguaggio assegnati ai personaggi (argot, linguaggio conversazionale, lessico scientifico, sintassi latinizzante, metafore colte), rendono Tempo di silenzio una delle opere linguisticamente più complesse del XX secolo spagnolo.
L'abbondanza di riflessioni letterarie all'interno del testo, esempi di "stilistica espositiva", fra cui una discussione sul Quijote, su un dipinto di Goya, sul romanzo americano, il riferimento a una conferenza di Ortega y Gasset, nonché altre digressioni sulla scienza, il teatro, la corrida, rappresenta un altro degli elementi di novità stilistica riscontrabili nell'opera.
Se il romanzo sociale è caratterizzato da un narratore impersonale che non si inserisce tra i personaggi né guida il lettore e dalla preferenza per un protagonista collettivo, a scapito dell’analisi psicologica dei singoli personaggi, in Santos si riscontra un maggior dinamismo. Al monologo interiore alterna la narrazione in terza persona del narratore onnisciente che, oltre a raccontare i fatti, ha la facoltà di commentare e avvicinarsi al lettore. L’autore utilizza, tuttavia, la terza persona e non si rivolge mai al lettore in prima, mantenendo le distanze attraverso la tecnica del "monologo dialettico".

### L'ironia
In Tiempo de silencio prevale un'ironia sottile, il significato del testo rimane nascosto ed è il lettore a doverlo svelare. La critica rivolta è sia a livello sociale che individuale e viene espressa attraverso l'uso della polifonia (l'utilizzo di più voci nel testo che creano un distacco funzionale capace di mostrare le cose da più punti di vista) e attraverso una serie di analogie e metafore con cui l'autore espone tutto ciò che il mondo non è, spingendo il lettore a pensare, invece, a come esso dovrebbe essere. Il lettore deve quindi interpretare il testo effettuando una manipolazione semantica che gli permetta di afferrare e decifrare correttamente il messaggio dell'opera. L'ironia è un meccanismo che crea distanza tra ciò che viene detto e ciò che in realtà vuole far intendere l'autore, permettendogli in alcuni casi di passare inosservato di fronte alla censura e alle limitazioni del regime. L'ironia e la critica si possono quindi considerare elementi chiave dell'opera perché hanno permesso a Martin-Santos di trasmettere il messaggio principale del romanzo con tutto il suo potere critico.

### Novità
Le tecniche stilistiche e narrative presenti nel romanzo, come il monologo interiore, il flusso di coscienza e la nozione flessibile della realtà, apprese da Joyce, e del tutto inesplorate nel contesto culturale in cui Martin-Santos viveva, collocanoTempo di silenzio nel filone del "realismo soggettivo", assegnando al suo autore il merito di aver contribuito all'ingresso del modernismo nella letteratura spagnola.
Il critico Alfonso Rey individua l'originalità e l'innovazione di quest'opera nella diversa concezione del romanzo, in particolare dei suoi postulati teorici ed estetici, sostenuta da Martin-Santos: anche se le situazioni, gli ambienti (come ad esempio le locande, i bordelli, il cimitero, gli ospedali), i personaggi che lo popolano romanzo potrebbero ricordare Pio Baroja (come lui basco e medico) ed altri autori di inizio secolo, ed è evidente l'influsso delle tecniche stilistiche già sperimentate dall'autore di Ulisse, ciò che distingue quest'opera sintesi di letture e tradizioni eterogenee, è il contenuto di critica sociale, la manifestata intenzione di indagare il passato della Spagna per comprendere i mali del presente (come il franchismo), attraverso un'analisi che è al tempo stesso economica, sociale e culturale.
Un altro aspetto innovativo riguarderebbe le caratteristiche dei personaggi: Martín-Santos ne ha delineato chiaramente le personalità, distinguendoli l'uno dall'altro con diverse sfumature caratteriali. Secondo l'autore, l’appartenenza ad una stessa classe sociale non significa avere lo stesso carattere e lo dimostra sottolineando i molteplici aspetti psicologici dei personaggi, in particolare quelli femminili. Questo spirito anticonvenzionale rimanda al suo interesse per la filosofia esistenzialista.
Anche secondo Gianna Carla Marras, Tempo del silenzio rappresenta il frutto di una consapevole revisione della funzione e della natura del genere romanzesco nella cultura spagnola, con la quale Martin-Santos si distacca dalla tradizione precedente, compreso il realismo della letteratura del dopoguerra. In precedenza la descrizione della realtà si limitava ad in un tipo di narrazione molto simile a quella ambientale e di costume. Sia i personaggi che la stessa realtà urbana descritta in Tempo del silenzio, assumono invece un significato diverso: l'intenzione ideologica del "discorso" assorbe il "racconto", Madrid diventa la sintesi storica e culturale di una nazione. Il romanzo rinuncia alla propria "identità di genere" e diventa un'opera aperta.

### Edizioni
Portato a termine nel 1960, il romanzo inizialmente intitolato Tiempo frustrado partecipa al premio Pío Baroja. L'autore lo firma con lo pseudonimo Luis Sepúlveda, usato durante il periodo di clandestinità.
Viene pubblicato due anni dopo, nel 1962, decurtato di una ventina di pagine a seguito dell'intervento della censura. Le edizioni pubblicate finora sono 49 (la più recente risale a ottobre del 2003) ma dal punto di vista bibliografico le più importanti da citare sono la prima edizione del 1962, la seconda edizione del 1965, più lunga della precedente grazie alla reintegrazione di alcuni passaggi e all'inserimento di numerose variant e l'edizione definitiva, pubblicata postuma nel 1980.
Nel 1970 l'editore Feltrinelli pubblicherà la traduzione italiana "Il tempo di silenzio", curata da Enrico Cicogna.

### Versione cinematografica
Nel 1986 viene realizzata la trasposizione cinematografica del romanzo ad opera di Vicente Aranda.
Il film vinse la prima edizione del Premio Goya nel 1987 per la miglior attrice protagonista: Victoria Abril.

## Opere
- 1945. Grana Gris, Madrid, Afrodisio Aguado.
- 1953. El vientre hinchado
- 1955. Dilthey, Jaspers y la comprensión del enfermo mental, Madrid, Paz Montalvo
- 1962. Tiempo de silencio, Barcelona, Seix Barral
  - Tempo di silenzio, traduzione di Enrico Cicogna, Feltrinelli, 1970
  - Tiempo de silencio, edición crítica de Alfonso Rey, Barcelona, Crítica, 2000
- 1962. Condenada belleza del mundo. Prima pubblicazione 1965, seconda pubblicazione 1986
- 1964. Libertad, temporalidad y transferencia en el psicoanálisis existencial. Para una fenomenología de la cura psicoanalítica, Barcelona, Seix Barral
- 1965. El plussexual del hombre, el amor y el erotism
- 1970. Apólogos y otras prosas inéditas, edición y prólogo de Salvador Clotas, Barcelona, Seix Barral
- 1975. Tiempo de destrucción, edición crítica de José Carlos Mainer, Barcelona, SeixBarral
- 1976. Alex cuenta[50]

### Filmografia
- 1964. El próximo otoño[50]
- 1986. Tiempo de silencio[49]